# Blauwgroen trechtertje
Het blauwgroen trechtertje (Arrhenia chlorocyanea) is een schimmel behorend tot de familie Hygrophoraceae. Het leeft saprotroof  tussen mossen en korstmos in voedselarm grasland met een open pioniervegetatie op zure bodem. De paddenstoel was in Nederland eerder zeldzaam, maar komt sinds het begin van de eenentwintigste eeuw vrij algemeen voor. Vooral op plaatsen waar in het kader van natuurbeheer de vruchtbare bovenste bodemlaag is verwijderd. De vruchtlichamen zijn met name te vinden in maart-april, maar onder gunstige omstandigheden ook in de meeste andere maanden.

## Kenmerken

### Uiterlijke kenmerken
De hoed is heeft een diameter van 1 tot 2,5 cm. De hoed is hygrofaan donkergroen en wordt later wat ingedeukt. De hoedrand is gestreept.

### Microscopische kenmerken
De sporen zijn breed elliptisch, inamyloïde en meten (6,5-) 7-9,5 (-11) × (3-) 3,5-5,5 (-6) µm.  De basidia zijn 4-sporig en meten 23-31 × 6-8,5 µm. De hyfen zijn cilindrisch of enigszins opgeblazen en meten 4-8,5 (16) µm.

## Verspreiding
Het komt voor in Europa, Noord-Amerika en Australië. In Nederland komt het vrij algemeen voor. Het staat niet op de rode lijst en is niet bedreigd.